# Twotino
Los twotinos son objetos del cinturón de Kuiper que están en resonancia orbital 1:2 con Neptuno, es decir, que efectúan una órbita alrededor del Sol mientras Neptuno realiza dos. Su nombre es un acrónimo derivado de las palabras inglesas "two" y "plutino". Hasta el momento se han descubierto alrededor de una docena de estos objetos.
Algunos twotinos destacables son:
- 1996 TR66 (El primer twotino descubierto).
- 2002 WC19 (El de mayor tamaño con un diámetro de unos 400 km).
- 2000 AF255
- 2001 UP18 con 300 km de diámetro.
- 2000 QL251
- 1998 SM65
- 2004 TV357 con 200 km de diámetro.
- 1997 SZ10
- 1999 RB216
- 2000 JG81